# Eupithecia decussata
Eupithecia decussata är en fjärilsart som beskrevs av Donovan 1799. Eupithecia decussata ingår i släktet Eupithecia och familjen mätare. Inga underarter finns listade i Catalogue of Life.